# قائمة منتقدي الإسلام
انتقاد الإسلام موجود منذ مراحله الأولى جاء الرفض المبكر من قبيلة رسول الدين الإسلامي قريش في مكة واليهود في المدينة،

## العصور الحديثة
- سامي الذيب ، هو رجل قانون سويسري من أصل فلسطيني.[1] فهو لا يعتبر الوحي كلام الله للبشر ولكن كلام البشر عن الله. وهو علماني النزعة ويناضل لأجل حقوق الإنسان ويناهض ختان الذكور والإناث والذبح الطقسي والمقابر الدينية وعقوبة الموت والعنف. وتدور كتاباته ومحاضراته حول هذه القضايا. وهو يعتقد أن كاتب القرآن الكريم هو حاخام يهودي.[2] وقد أخذ موقفا ضد بناء المآذن في سويسرا معتبراً أن الدستور يضمن الحق في الصلاة وليس الحق في الصراخ.[3]